# Cărpiniș, Rahău
Cărpiniș, denumit și Poiana Cobilei sau Poiana Cobâlea, (în maghiară Kabola Polyána până în 1899, apoi Gyertyánliget; în ucraineană Кобилецька Поляна, transliterat: Kobîlețka Poleana, în rusă Кобилецкая Поляна, transliterat: Kobilețkaia Poleana, în slovacă Poľana Kobilská) este o localitate din Maramureșul de Nord, raionul Rahău, regiunea Transcarpatia, Ucraina.

## Demografie
Componența lingvistică a așezării de tip urban Cărpiniș
     Ucraineană (83,05%)
     Maghiară (14,33%)
     Rusă (1,27%)
     Alte limbi (0,87%)
Conform recensământului din 2001, majoritatea populației așezării de tip urban Cărpiniș era vorbitoare de ucraineană (83,05%), existând în minoritate și vorbitori de maghiară (14,33%) și rusă (1,27%).